# Cosmopterix pimmaarteni
Cosmopterix pimmaarteni là một loài bướm đêm thuộc họ Cosmopterigidae. Loài này có ở Brasil (Distrito Federal).
Cá thể trưởng thành được ghi nhận vào tháng 5, tháng 6, tháng 4, tháng 9 và tháng 12, chỉ ra có hơn một thế hệ.